# آملا کریو
آملا کریو (انگلیسی: Amela Kršo؛ زادهٔ ۱۷ آوریل ۱۹۹۱) بازیکن فوتبال اهل بوسنی و هرزگوین است.
از باشگاه‌هایی که در آن بازی کرده‌است می‌توان به باشگاه فوتبال ۱.اف‌اف‌سی توربین پوتسدام و باشگاه فوتبال فرنتس‌واروش اشاره کرد.
وی همچنین در تیم ملی فوتبال زنان بوسنی و هرزگوین بازی کرده‌است.